# In Treatment – Der Therapeut/Episodenliste
Diese Liste der In-Treatment-Episoden enthält alle Episoden der US-amerikanischen Fernsehserie In Treatment – Der Therapeut sortiert nach der US-amerikanischen Erstausstrahlung. Zwischen 2007 und 2010 wurden von dem US-amerikanischen Fernsehsender HBO in drei Staffeln insgesamt 106 Episoden von jeweils einer Länge zwischen 22 und 30 Minuten produziert.

## Übersicht
| Staffel | Episodenanzahl | Erstausstrahlung USA | Erstausstrahlung USA | Deutschsprachige Erstausstrahlung | Deutschsprachige Erstausstrahlung |
| Staffel | Episodenanzahl | Staffelpremiere      | Staffelfinale        | Staffelpremiere                   | Staffelfinale                     |
| ------- | -------------- | -------------------- | -------------------- | --------------------------------- | --------------------------------- |
| 1       | 43             | 28. Januar 2008      | 28. März 2008        | 15. September 2008                | 31. Dezember 2008                 |
| 2       | 35             | 5. April 2009        | 25. Mai 2009         | 21. Februar 2011                  | 21. November 2011                 |
| 3       | 28             | 25. Oktober 2010     | 7. Dezember 2010     |                                   |                                   |

## Staffel 1
Die Erstausstrahlung der ersten Staffel war vom 28. Januar bis zum 28. März 2008 auf dem US-amerikanischen Kabelsender HBO zu sehen. Die deutschsprachige Erstausstrahlung der ersten 15 Folgen sendete der deutsch-österreichische Pay-TV-Sender Premiere Serie vom 15. September bis zum 3. Oktober 2008. Die restlichen Folgen sendete der deutsche Pay-TV-Sender FOX vom 24. November bis zum 31. Dezember 2008.
| Nr. (ges.) | Nr. (St.) | Deutscher Titel                              | Originaltitel              | Erstausstrahlung USA | Deutschsprachige Erstausstrahlung (D/A) | Regie                          | Drehbuch                                                    |
| ---------- | --------- | -------------------------------------------- | -------------------------- | -------------------- | --------------------------------------- | ------------------------------ | ----------------------------------------------------------- |
| 1          | 1         | Laura – Montag, 9 Uhr (1. Woche)             | Laura – Week One           | 28. Jan. 2008        | 15. Sep. 2008                           | Rodrigo García                 | Rodrigo García Vorlage: Yael Hedaya                         |
| 2          | 2         | Alex – Dienstag, 10 Uhr (1. Woche)           | Alex – Week One            | 29. Jan. 2008        | 16. Sep. 2008                           | Rodrigo García                 | Rodrigo García Vorlage: Ari Folman                          |
| 3          | 3         | Sophie – Mittwoch, 16 Uhr (1. Woche)         | Sophie – Week One          | 30. Jan. 2008        | 17. Sep. 2008                           | Rodrigo García                 | Rodrigo García Vorlage: Nir Bergman                         |
| 4          | 4         | Jake und Amy – Donnerstag, 17 Uhr (1. Woche) | Jake and Amy – Week One    | 31. Jan. 2008        | 18. Sep. 2008                           | Rodrigo García                 | Rodrigo García Vorlage: Daphna Levin                        |
| 5          | 5         | Gina – Freitag, 19 Uhr (1. Woche)            | Paul and Gina – Week One   | 1. Feb. 2008         | 19. Sep. 2008                           | Rodrigo García                 | Rodrigo García Vorlage: Asaf Zippor                         |
| 6          | 6         | Laura – Montag, 9 Uhr (2. Woche)             | Laura – Week Two           | 4. Feb. 2008         | 22. Sep. 2008                           | Rodrigo García                 | Amy Lippman Vorlage: Yael Hedaya                            |
| 7          | 7         | Alex – Dienstag, 10 Uhr (2. Woche)           | Alex – Week Two            | 5. Feb. 2008         | 23. Sep. 2008                           | Rodrigo García                 | Bryan Goluboff Vorlage: Ari Folman                          |
| 8          | 8         | Sophie – Mittwoch, 16 Uhr (2. Woche)         | Sophie – Week Two          | 6. Feb. 2008         | 24. Sep. 2008                           | Rodrigo García                 | Sarah Treem Vorlage: Nir Bergman                            |
| 9          | 9         | Jake und Amy – Donnerstag, 17 Uhr (2. Woche) | Jake and Amy – Week Two    | 7. Feb. 2008         | 25. Sep. 2008                           | Rodrigo García                 | William Merritt Johnson Vorlage: Asaf Zippor & Daphna Levin |
| 10         | 10        | Gina – Freitag, 19 Uhr (2. Woche)            | Paul and Gina – Week Two   | 8. Feb. 2008         | 26. Sep. 2008                           | Rodrigo García                 | Davey Holmes Vorlage: Asaf Zippor                           |
| 11         | 11        | Laura – Montag, 9 Uhr (3. Woche)             | Laura – Week Three         | 11. Feb. 2008        | 29. Sep. 2008                           | Rodrigo García                 | Amy Lippman Vorlage: Yael Hedaya                            |
| 12         | 12        | Alex – Dienstag, 10 Uhr (3. Woche)           | Alex – Week Three          | 12. Feb. 2008        | 30. Sep. 2008                           | Rodrigo García                 | Bryan Goluboff Vorlage: Ari Folman                          |
| 13         | 13        | Sophie – Mittwoch, 16 Uhr (3. Woche)         | Sophie – Week Three        | 13. Feb. 2008        | 1. Okt. 2008                            | Christopher Misiano            | Sarah Treem Vorlage: Nir Bergman                            |
| 14         | 14        | Jake und Amy – Donnerstag, 17 Uhr (3. Woche) | Jake and Amy – Week Three  | 14. Feb. 2008        | 2. Okt. 2008                            | Christopher Misiano            | William Merritt Johnson Vorlage: Daphna Levin               |
| 15         | 15        | Gina – Freitag, 19 Uhr (3. Woche)            | Paul and Gina – Week Three | 15. Feb. 2008        | 3. Okt. 2008                            | Rodrigo García                 | Davey Holmes Vorlage: Asaf Zippor                           |
| 16         | 16        | Laura – Montag, 9 Uhr (4. Woche)             | Laura – Week Four          | 18. Feb. 2008        | 24. Nov. 2008                           | Christopher Misiano            | Amy Lippman Vorlage: Yael Hedaya                            |
| 17         | 17        | Alex – Dienstag, 10 Uhr (4. Woche)           | Alex – Week Four           | 19. Feb. 2008        | 25. Nov. 2008                           | Christopher Misiano            | Bryan Goluboff Vorlage: Eran Kolirin                        |
| 18         | 18        | Sophie – Mittwoch, 16 Uhr (4. Woche)         | Sophie – Week Four         | 20. Feb. 2008        | 26. Nov. 2008                           | Rodrigo García                 | Sarah Treem Vorlage: Nir Bergman                            |
| 19         | 19        | Jake und Amy – Donnerstag, 17 Uhr (4. Woche) | Jake and Amy – Week Four   | 21. Feb. 2008        | 27. Nov. 2008                           | Rodrigo García                 | William Merritt Johnson Vorlage: Daphna Levin               |
| 20         | 20        | Gina – Freitag, 19 Uhr (4. Woche)            | Paul and Gina – Week Four  | 22. Feb. 2008        | 28. Nov. 2008                           | Rodrigo García                 | Davey Holmes Vorlage: Asaf Zippor                           |
| 21         | 21        | Laura – Montag, 9 Uhr (5. Woche)             | Laura – Week Five          | 25. Feb. 2008        | 1. Dez. 2008                            | Rodrigo García                 | Amy Lippman Vorlage: Yael Hedaya                            |
| 22         | 22        | Alex – Dienstag, 10 Uhr (5. Woche)           | Alex – Week Five           | 26. Feb. 2008        | 2. Dez. 2008                            | Paris Barclay                  | Bryan Goluboff Vorlage: Eran Kolirin                        |
| 23         | 23        | Sophie – Mittwoch, 16 Uhr (5. Woche)         | Sophie – Week Five         | 27. Feb. 2008        | 3. Dez. 2008                            | Paris Barclay                  | Sarah Treem Vorlage: Nir Bergman                            |
| 24         | 24        | Jake und Amy – Donnerstag, 17 Uhr (5. Woche) | Jake and Amy – Week Five   | 28. Feb. 2008        | 4. Dez. 2008                            | Paris Barclay                  | William Merritt Johnson Vorlage: Daphna Levin               |
| 25         | 25        | Gina – Freitag, 19 Uhr (5. Woche)            | Paul and Gina – Week Five  | 29. Feb. 2008        | 5. Dez. 2008                            | Rodrigo García                 | Davey Holmes Vorlage: Asaf Zippor                           |
| 26         | 26        | Laura – Montag, 9 Uhr (6. Woche)             | Laura – Week Six           | 3. März 2008         | 8. Dez. 2008                            | Paris Barclay                  | Amy Lippman Vorlage: Yael Hedaya                            |
| 27         | 27        | Alex – Dienstag, 10 Uhr (6. Woche)           | Alex – Week Six            | 4. März 2008         | 9. Dez. 2008                            | Melanie Mayron                 | Bryan Goluboff Vorlage: Ori Sivan & Hagai Levi              |
| 28         | 28        | Sophie – Mittwoch, 16 Uhr (6. Woche)         | Sophie – Week Six          | 5. März 2008         | 10. Dez. 2008                           | Melanie Mayron                 | Sarah Treem Vorlage: Nir Bergman                            |
| 29         | 29        | Jake und Amy – Donnerstag, 17 Uhr (6. Woche) | Jake and Amy – Week Six    | 6. März 2008         | 11. Dez. 2008                           | Paris Barclay                  | William Merritt Johnson Vorlage: Daphna Levin               |
| 30         | 30        | Gina – Freitag, 19 Uhr (6. Woche)            | Paul and Gina – Week Six   | 7. März 2008         | 12. Dez. 2008                           | Paris Barclay                  | Davey Holmes Vorlage: Asaf Zippor                           |
| 31         | 31        | Laura – Montag, 9 Uhr (7. Woche)             | Laura – Week Seven         | 10. März 2008        | 15. Dez. 2008                           | Melanie Mayron                 | Amy Lippman Vorlage: Omer Tadmor                            |
| 32         | 32        | Alex – Dienstag, 10 Uhr (7. Woche)           | Alex – Week Seven          | 11. März 2008        | 16. Dez. 2008                           | Paris Barclay                  | Bryan Goluboff                                              |
| 33         | 33        | Sophie – Mittwoch, 16 Uhr (7. Woche)         | Sophie – Week Seven        | 12. März 2008        | 17. Dez. 2008                           | Melanie Mayron                 | Sarah Treem Vorlage: Nir Bergman                            |
| 34         | 34        | Jake und Amy – Donnerstag, 17 Uhr (7. Woche) | Jake and Amy – Week Seven  | 13. März 2008        | 18. Dez. 2008                           | Melanie Mayron                 | William Merritt Johnson Vorlage: Daphna Levin               |
| 35         | 35        | Gina – Freitag, 19 Uhr (7. Woche)            | Paul and Gina – Week Seven | 14. März 2008        | 19. Dez. 2008                           | Rodrigo García                 | Davey Holmes Vorlage: Asaf Zippor                           |
| 36         | 36        | Laura – Montag, 9 Uhr (8. Woche)             | Laura – Week Eight         | 17. März 2008        | 22. Dez. 2008                           | Paris Barclay                  | Amy Lippman                                                 |
| 37         | 37        | Alex – Dienstag, 10 Uhr (8. Woche)           | Alex – Week Eight          | 18. März 2008        | 23. Dez. 2008                           | Paris Barclay                  | Bryan Goluboff Vorlage: Uzi Weil                            |
| 38         | 38        | Sophie – Mittwoch, 16 Uhr (8. Woche)         | Sophie – Week Eight        | 19. März 2008        | 24. Dez. 2008                           | Paris Barclay                  | Sarah Treem Vorlage: Nir Bergman                            |
| 39         | 39        | Jake und Amy – Donnerstag, 17 Uhr (8. Woche) | Jake and Amy – Week Eight  | 20. März 2008        | 25. Dez. 2008                           | Paris Barclay                  | William Merritt Johnson Vorlage: Daphna Levin               |
| 40         | 40        | Gina – Freitag, 19 Uhr (8. Woche)            | Paul and Gina – Week Eight | 21. März 2008        | 26. Dez. 2008                           | Rodrigo García                 | Davey Holmes Vorlage: Asaf Zippor                           |
| 41         | 41        | Sophie – Mittwoch, 16 Uhr (9. Woche)         | Sophie – Week Nine         | 26. März 2008        | 29. Dez. 2008                           | Melanie Mayron                 | Sarah Treem Vorlage: Nir Bergman                            |
| 42         | 42        | Jake und Amy – Donnerstag, 17 Uhr (9. Woche) | Jake and Amy – Week Nine   | 27. März 2008        | 30. Dez. 2008                           | Melanie Mayron                 | William Merritt Johnson & Sarah Treem Vorlage: Daphna Levin |
| 43         | 43        | Gina – Freitag, 19 Uhr (9. Woche)            | Paul and Gina – Week Nine  | 28. März 2008        | 31. Dez. 2008                           | Paris Barclay & Rodrigo García | Amy Lippman Vorlage: Maya Heffner, Hagai Levi & Asaf Zippor |

## Staffel 2
Die Erstausstrahlung der zweiten Staffel war vom 5. April bis zum 25. Mai 2009 auf dem US-amerikanischen Kabelsender HBO zu sehen. Die deutschsprachige Erstausstrahlung wurde vom 21. Februar bis zum 21. November 2011 auf dem deutschen Free-TV-Sender 3sat gesendet.
| Nr. (ges.) | Nr. (St.) | Deutscher Titel                           | Originaltitel       | Erstausstrahlung USA | Deutschsprachige Erstausstrahlung (D) | Regie            | Drehbuch                                                |
| ---------- | --------- | ----------------------------------------- | ------------------- | -------------------- | ------------------------------------- | ---------------- | ------------------------------------------------------- |
| 44         | 1         | Paul – Montag, 9 Uhr (1. Woche)           | Mia – Week One      | 5. Apr. 2009         | 21. Feb. 2011                         | Paris Barclay    | Warren Leight & Jacquelyn Reingold Vorlage: Yael Hedaya |
| 45         | 2         | April – Dienstag, 12 Uhr (1. Woche)       | April – Week One    | 5. Apr. 2009         | 28. Feb. 2011                         | Paris Barclay    | Warren Leight & Sarah Treem Vorlage: Keren Margalit     |
| 46         | 3         | Oliver – Mittwoch, 16 Uhr (1. Woche)      | Oliver – Week One   | 6. Apr. 2009         | 7. März 2011                          | Ryan Fleck       | Warren Leight & Keith Bunin Vorlage: Daphna Levin       |
| 47         | 4         | Walter – Donnerstag, 17 Uhr (1. Woche)    | Walter – Week One   | 6. Apr. 2009         | 15. März 2011                         | Paris Barclay    | Warren Leight & Pat Healy Vorlage: Uzi Weil             |
| 48         | 5         | Gina – Freitag, 18 Uhr (1. Woche)         | Gina – Week One     | 6. Apr. 2009         | 21. März 2011                         | Terry George     | Warren Leight & Marsha Norman Vorlage: Asaf Zippor      |
| 49         | 6         | Mia – Montag, 7 Uhr (2. Woche)            | Mia – Week Two      | 12. Apr. 2009        | 28. März 2011                         | Paris Barclay    | Jacquelyn Reingold Vorlage: Yael Hedaya                 |
| 50         | 7         | April – Dienstag, 12 Uhr (2. Woche)       | April – Week Two    | 12. Apr. 2009        | 4. Apr. 2011                          | Hagai Levi       | Sarah Treem Vorlage: Keren Margalit                     |
| 51         | 8         | Oliver – Mittwoch, 16 Uhr (2. Woche)      | Oliver – Week Two   | 13. Apr. 2009        | 12. Apr. 2011                         | Ryan Fleck       | Keith Bunin Vorlage: Daphna Levin                       |
| 52         | 9         | Walter – Donnerstag, 17 Uhr (2. Woche)    | Walter – Week Two   | 13. Apr. 2009        | 19. Apr. 2011                         | Hagai Levi       | Pat Healy Vorlage: Uzi Weil & Hagai Levi                |
| 53         | 10        | Gina – Freitag, 18 Uhr (2. Woche)         | Gina – Week Two     | 13. Apr. 2009        | 3. Mai 2011                           | Terry George     | Marsha Norman Vorlage: Asaf Zippor                      |
| 54         | 11        | Mia – Montag, 7.12 Uhr (3. Woche)         | Mia – Week Three    | 19. Apr. 2009        | 10. Mai 2011                          | Paris Barclay    | Jacquelyn Reingold Vorlage: Yael Hedaya                 |
| 55         | 12        | April – Dienstag, 7.50 Uhr (3. Woche)     | April – Week Three  | 19. Apr. 2009        | 17. Mai 2011                          | Paris Barclay    | Sarah Treem Vorlage: Keren Margalit                     |
| 56         | 13        | Oliver – Mittwoch, 16 Uhr (3. Woche)      | Oliver – Week Three | 20. Apr. 2009        | 24. Mai 2011                          | Ryan Fleck       | Keith Bunin Vorlage: Daphna Levin                       |
| 57         | 14        | Walter – Donnerstag, 20 Uhr (3. Woche)    | Walter – Week Three | 20. Apr. 2009        | 30. Mai 2011                          | Norberto Barba   | Pat Healy Vorlage: Uzi Weil & Hagai Levi                |
| 58         | 15        | Gina – Freitag, 18 Uhr (3. Woche)         | Gina – Week Three   | 20. Apr. 2009        | 6. Juni 2011                          | Jean de Segonzac | Marsha Norman Vorlage: Asaf Zippor                      |
| 59         | 16        | Mia – Montag, 7 Uhr (4. Woche)            | Mia – Week Four     | 26. Apr. 2009        | 21. Juni 2011                         | Joshua Marston   | Jacquelyn Reingold Vorlage: Yael Hedaya                 |
| 60         | 17        | April – Dienstag, 12 Uhr (4. Woche)       | April – Week Four   | 26. Apr. 2009        | 27. Juni 2011                         | Jim McKay        | Sarah Treem Vorlage: Keren Margalit                     |
| 61         | 18        | Oliver – Mittwoch, 16 Uhr (4. Woche)      | Oliver – Week Four  | 27. Apr. 2009        | 4. Juli 2011                          | Ryan Fleck       | Keith Bunin Vorlage: Daphna Levin                       |
| 62         | 19        | Walter – Donnerstag, 17 Uhr (4. Woche)    | Walter – Week Four  | 27. Apr. 2009        | 11. Juli 2011                         | Alan Taylor      | Warren Leight Vorlage: Shiri Artzi                      |
| 63         | 20        | Tammy – Freitag, 15.45 Uhr (4. Woche)     | Gina – Week Four    | 27. Apr. 2009        | 18. Juli 2011                         | Paris Barclay    | Marsha Norman Vorlage: Asaf Zippor                      |
| 64         | 21        | Mia – Montag, 7 Uhr (5. Woche)            | Mia – Week Five     | 3. Mai 2009          | 25. Juli 2011                         | Paris Barclay    | Jacquelyn Reingold Vorlage: Yael Hedaya                 |
| 65         | 22        | April – Dienstag, 12 Uhr (5. Woche)       | April – Week Five   | 3. Mai 2009          | 9. Aug. 2011                          | Jim McKay        | Sarah Treem Vorlage: Keren Margalit                     |
| 66         | 23        | Oliver – Mittwoch, 16 Uhr (5. Woche)      | Oliver – Week Five  | 4. Mai 2009          | 16. Aug. 2011                         | Ryan Fleck       | Keith Bunin Vorlage: Daphna Levin                       |
| 67         | 24        | Walter – Donnerstag, 18.30 Uhr (5. Woche) | Walter – Week Five  | 4. Mai 2009          | 22. Aug. 2011                         | Jean de Segonzac | Warren Leight Vorlage: Shiri Artzi                      |
| 68         | 25        | Gina – Freitag, 18 Uhr (5. Woche)         | Gina – Week Five    | 4. Mai 2009          | 30. Aug. 2011                         | Terry George     | Marsha Norman Vorlage: Asaf Zippor                      |
| 69         | 26        | Mia – Montag, 7 Uhr (6. Woche)            | Mia – Week Six      | 17. Mai 2009         | 5. Sep. 2011                          | Ryan Fleck       | Jacquelyn Reingold Vorlage: Yael Hedaya                 |
| 70         | 27        | April – Dienstag, 12 Uhr (6. Woche)       | April – Week Six    | 17. Mai 2009         | 12. Sep. 2011                         | Michael Pressman | Sarah Treem Vorlage: Keren Margalit                     |
| 71         | 28        | Oliver – Mittwoch, 16 Uhr (6. Woche)      | Oliver – Week Six   | 18. Mai 2009         | 20. Sep. 2011                         | Paris Barclay    | Keith Bunin Vorlage: Daphna Levin                       |
| 72         | 29        | Walter – Donnerstag, 17 Uhr (6. Woche)    | Walter – Week Six   | 18. Mai 2009         | 27. Sep. 2011                         | Paris Barclay    | Warren Leight Vorlage: Shiri Artzi                      |
| 73         | 30        | Gina – Freitag, 18 Uhr (6. Woche)         | Gina – Week Six     | 18. Mai 2009         | 11. Okt. 2011                         | Richard Schiff   | Marsha Norman Vorlage: Asaf Zippor                      |
| 74         | 31        | Mia – Montag, 7 Uhr (7. Woche)            | Mia – Week Seven    | 24. Mai 2009         | 17. Okt. 2011                         | Courtney Hunt    | Jacquelyn Reingold Vorlage: Yael Hedaya                 |
| 75         | 32        | April – Dienstag, 12 Uhr (7. Woche)       | April – Week Seven  | 24. Mai 2009         | 24. Okt. 2011                         | Jim McKay        | Sarah Treem Vorlage: Keren Margalit                     |
| 76         | 33        | Oliver – Mittwoch, 16 Uhr (7. Woche)      | Oliver – Week Seven | 25. Mai 2009         | 31. Okt. 2011                         | Ryan Fleck       | Keith Bunin Vorlage: Daphna Levin                       |
| 77         | 34        | Walter – Donnerstag, 17 Uhr (7. Woche)    | Walter – Week Seven | 25. Mai 2009         | 7. Nov. 2011                          | Warren Leight    | Warren Leight Vorlage: Shiri Artzi                      |
| 78         | 35        | Gina – Freitag, 18 Uhr (7. Woche)         | Gina – Week Seven   | 25. Mai 2009         | 21. Nov. 2011                         | Paris Barclay    | Marsha Norman Vorlage: Asaf Zippor                      |

## Staffel 3
Die Erstausstrahlung der dritten Staffel war vom 25. Oktober bis zum 7. Dezember 2010 auf dem US-amerikanischen Kabelsender HBO zu sehen.
| Nr. (ges.) | Nr. (St.) | Deutscher Titel | Originaltitel        | Erstausstrahlung USA | Deutschsprachige Erstausstrahlung (D) | Regie           | Drehbuch                                      |
| ---------- | --------- | --------------- | -------------------- | -------------------- | ------------------------------------- | --------------- | --------------------------------------------- |
| 79         | 1         | –               | Sunil – Week One     | 25. Okt. 2010        | –                                     | Paris Barclay   | Adam Rapp Handlung: Adam Rapp & Jhumpa Lahiri |
| 80         | 2         | –               | Frances – Week One   | 25. Okt. 2010        | –                                     | Paris Barclay   | Alison Tatlock                                |
| 81         | 3         | –               | Jesse – Week One     | 26. Okt. 2010        | –                                     | Paris Barclay   | Sarah Treem                                   |
| 82         | 4         | –               | Adele – Week One     | 26. Okt. 2010        | –                                     | Paris Barclay   | Anya Epstein & Dan Futterman                  |
| 83         | 5         | –               | Sunil – Week Two     | 1. Nov. 2010         | –                                     | Ali Selim       | Adam Rapp                                     |
| 84         | 6         | –               | Frances – Week Two   | 1. Nov. 2010         | –                                     | Jim McKay       | Alison Tatlock                                |
| 85         | 7         | –               | Jesse – Week Two     | 2. Nov. 2010         | –                                     | Jim McKay       | Sarah Treem                                   |
| 86         | 8         | –               | Adele – Week Two     | 2. Nov. 2010         | –                                     | Paris Barclay   | Anya Epstein & Dan Futterman                  |
| 87         | 9         | –               | Sunil – Week Three   | 8. Nov. 2010         | –                                     | Ali Selim       | Adam Rapp                                     |
| 88         | 10        | –               | Frances – Week Three | 8. Nov. 2010         | –                                     | Patricia Rozema | Alison Tatlock                                |
| 89         | 11        | –               | Jesse – Week Three   | 9. Nov. 2010         | –                                     | Courtney Hunt   | Sarah Treem                                   |
| 90         | 12        | –               | Adele – Week Three   | 9. Nov. 2010         | –                                     | Jim McKay       | Anya Epstein & Dan Futterman                  |
| 91         | 13        | –               | Sunil – Week Four    | 15. Nov. 2010        | –                                     | Paris Barclay   | Adam Rapp                                     |
| 92         | 14        | –               | Frances – Week Four  | 15. Nov. 2010        | –                                     | Ali Selim       | Alison Tatlock                                |
| 93         | 15        | –               | Jesse – Week Four    | 16. Nov. 2010        | –                                     | Jim McKay       | Sarah Treem                                   |
| 94         | 16        | –               | Adele – Week Four    | 16. Nov. 2010        | –                                     | Paris Barclay   | Anya Epstein & Dan Futterman                  |
| 95         | 17        | –               | Sunil – Week Five    | 22. Nov. 2010        | –                                     | Ali Selim       | Adam Rapp                                     |
| 96         | 18        | –               | Frances – Week Five  | 22. Nov. 2010        | –                                     | Jim McKay       | Alison Tatlock                                |
| 97         | 19        | –               | Jesse – Week Five    | 23. Nov. 2010        | –                                     | Paris Barclay   | Sarah Treem                                   |
| 98         | 20        | –               | Adele – Week Five    | 23. Nov. 2010        | –                                     | Courtney Hunt   | Anya Epstein & Dan Futterman                  |
| 99         | 21        | –               | Sunil – Week Six     | 29. Nov. 2010        | –                                     | Paris Barclay   | Adam Rapp                                     |
| 100        | 22        | –               | Frances – Week Six   | 29. Nov. 2010        | –                                     | Ali Selim       | Alison Tatlock                                |
| 101        | 23        | –               | Jesse – Week Six     | 30. Nov. 2010        | –                                     | Jim McKay       | Sarah Treem                                   |
| 102        | 24        | –               | Adele – Week Six     | 30. Nov. 2010        | –                                     | Paris Barclay   | Anya Epstein & Dan Futterman                  |
| 103        | 25        | –               | Sunil – Week Seven   | 6. Dez. 2010         | –                                     | Ali Selim       | Alison Tatlock                                |
| 104        | 26        | –               | Frances – Week Seven | 6. Dez. 2010         | –                                     | Paris Barclay   | Adam Rapp                                     |
| 105        | 27        | –               | Jesse – Week Seven   | 7. Dez. 2010         | –                                     | Jim McKay       | Sarah Treem                                   |
| 106        | 28        | –               | Adele – Week Seven   | 7. Dez. 2010         | –                                     | Paris Barclay   | Anya Epstein & Dan Futterman                  |